# اندیس خواجه مراد
خواجه مراد یک اندیس غیرفلزی است که در حوالی شهر مشهد استان خراسان قرار دارد و مادهٔ معدنی موجود در آن، زمرد است.سنگ میزبان این اندیس آهک است  
یکی ار عرفا بوده